# John Bauergymnaset
John Bauergymnaset est un organisme suédois qui gère des écoles. Avec plus de 10 000 étudiants dans 28 écoles différentes en Suède, il s'agit du plus grand organisme de Scandinavie gérant des écoles indépendantes. Fondé en 2000, il tire son nom du peintre John Bauer. 